# Сумський Палац дітей та юнацтва
Сумський Палац дітей та юнацтва — багатопрофільний позашкільний навчально-виховний заклад у м. Суми. 

## Будівля

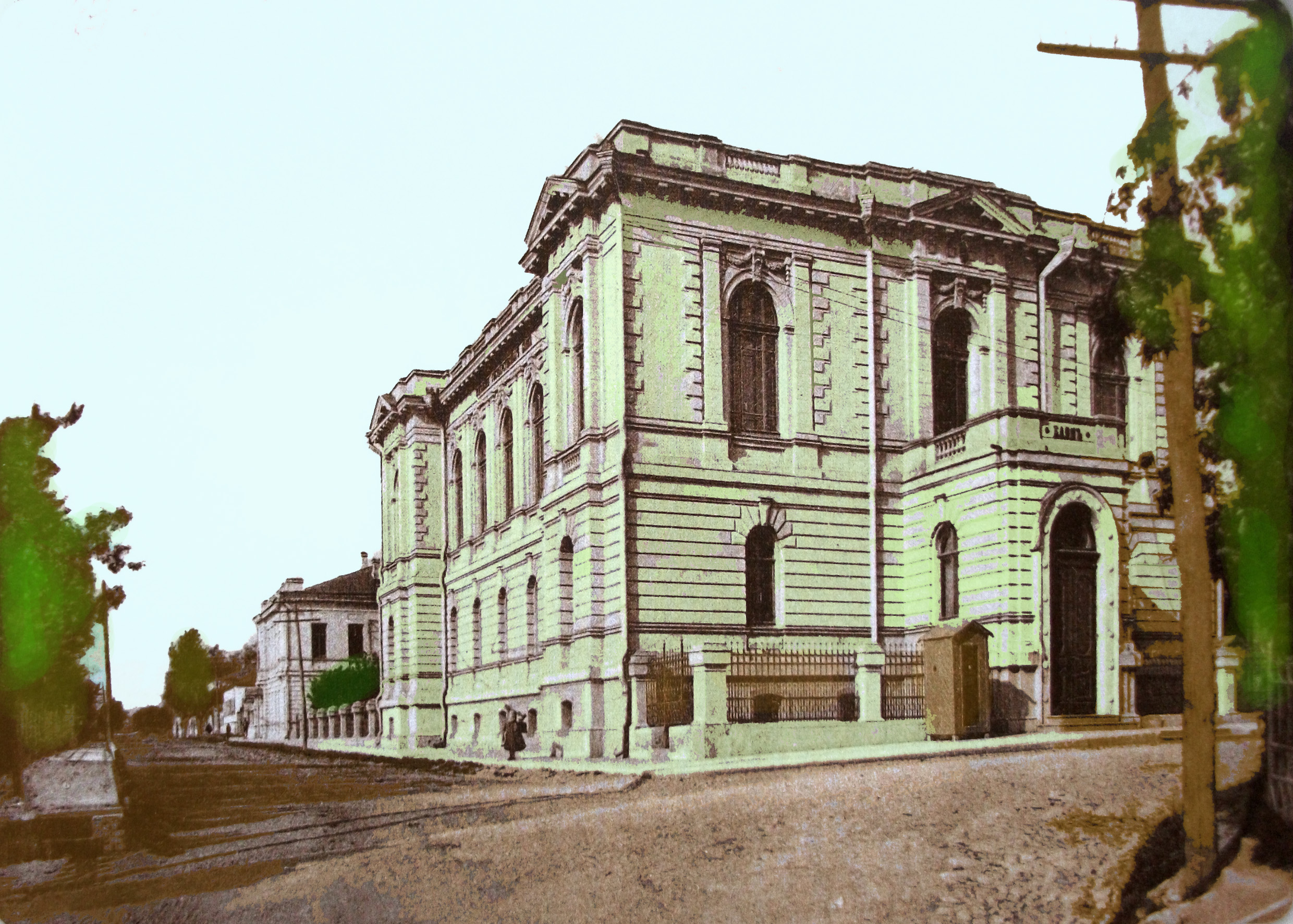
Будівля на початку XX століття

Червона будівля Сумського Палацу дітей та юнацтва розташована фасадом до скверу ім. Т. Г. Шевченка, торцем — до вул. Соборної. В кінці ХІХ століття на цьому місці знаходився цегляний завод, що належав сумському меценату Дмитру Суханову. Завод забезпечував реставрацію Спасо-Преображенського собору. 1913 року на цій території був збудований Банк Товариства взаємного кредиту Сумського повітового земства, архітектор Густав Карлович Шольц (1880 – 1939). На початку 1930 року в цьому приміщенні був будівельний технікум. В 1934 році цю пам'ятку архітектури відкрили як Клуб піонерів.

## Історія
Сумський Палац дітей та юнацтва був відкритий 24 грудня 1934 року, тоді будівля мала назву Клуб піонерів. Діяло 13 гуртків — хореографічний, художньої вишивки, та інші. 1939 року заклад перейменовано на Обласний Палац піонерів.

З 1941 року по вересень 1943 року Палац не працював. Багато вихованців Палацу пішли на фронт, з них Красовицький Зиновій та Берестовський Борис. Після визволення міста Суми у закладі був розміщений госпіталь для приймання поранених. Була організована концертна бригада для виступів. З 1944 року відновилась робота, працював 21 гурток.  
16 липня 1952 року заклад реорганізовано в Сумський міський Будинок піонерів. В цей час в Палаці працювала відмінник народної освіти УРСР, керівник гуртка художньої вишиванки Полковник Любов Іванівна. 1959 року відбувся перший творчий звіт, було представлено виставку творчих робіт гуртківців, презентація колективу Палацу, прем'єра ансамблю пісні і пляски.  З 7 травня 1957 року керівник Палацу Віра Бочарова.

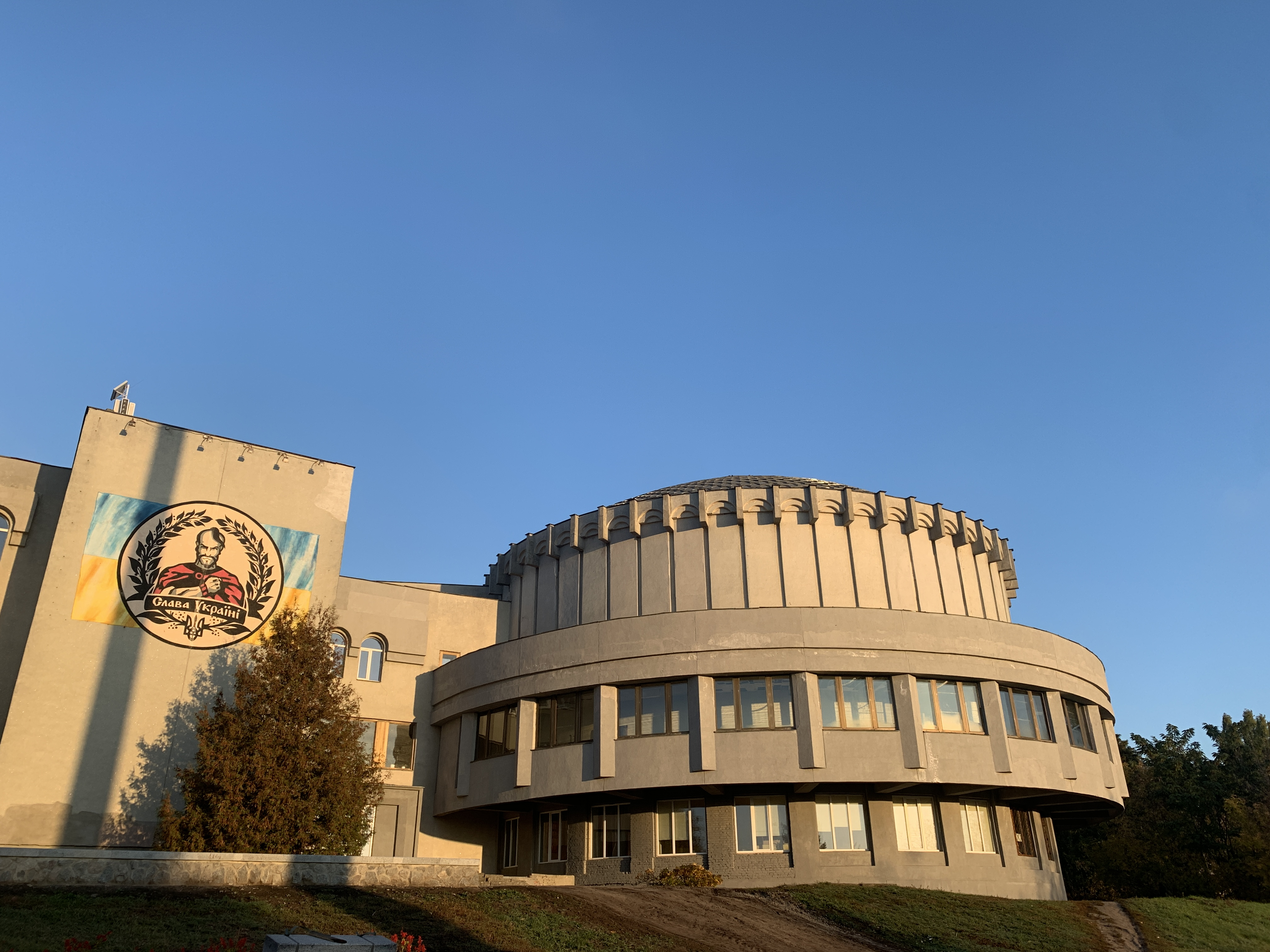
Сумський Палац дітей та юнацтва, 2021 р.

1962 року Будинок піонерів став Палацом піонерів і школярів. Була створена школа горністів і барабанщиків, організовані штаби «Орлятко» і «Старт». З 1963 року додалися нові клуби: клуб «Червона зіронька», клуб Юних друзів Радянської армії, клуб туристів-альпіністів імені Євгена Абалакова. У 1964 році був відкритий клуб інтернаціональної дружби «Ромашка». 1967 року відбувся обласний огляд, на якому було представлено танцювальна композиція «Дружба», що підготував колектив під керівництвом Матвєєвої Олени. Костюми були підготовані Харківським художньо-виробничим комбінатом з застосуванням техніки батику. 1972 року у  Палаці піонерів і школярів відбулася реконструкція, відбувся ремонт кабінетів та залів, а також оновили фасад будівлі. Роботи були закінчені 18 травня. За вклад у реконструкцію Палацу Бондаренко Анатолій Дмитрович, голова виконавчого комітету Сумської міської ради депутатів трудящих, був нагороджений нагрудним знаком «Відмінник освіти України». В 1976 році розпочав роботу духовий оркестр під керівництвом Володимира Гололобова. З 1979 року почалися проводитися дискотеки для вихованців Палацу, а згодом і для шкіл міста. 1980 року гуртком моделювання одягу почала керувати Мартиненко Олена Кирилівна.  
У 1981 році відкрито філіал Палацу по вулиці Миру. В цьому приміщенні працювали гуртки декоративно прикладного мистецтва, художньої самодіяльності та туристичні. З'явився клуб «Комп'ютер», який заснувала Шаповал Любов Вікторівна. пізніше були відкриті гуртки пожарно-прикладного спорту, електроніки, програмування, книголюбів. 
1982 року керівником дитячої художньої студії стає Ратнер Володимир Якович — сумський художник, педагог. 1984 року у Палаці працювало чотири відділи, 186 гуртків, в яких займалися близько 2900 дітей. Починаючи із 18 липня 1991 року заклад має назву Палац дітей та юнацтва. У вересні 1993 року був збудований новий корпус, в який переїхав філіал Палацу з вулиці Миру, 24.
Станом на 1993 рік у закладі працювало 70 працівників освіти, існувало 5 відділів. При відділі науки і техніки діяло 30 гуртків. Проводилися заняття з інформатики, програмування, моделювання. 1992 року гуртківці зайняли перше місце на Всеукраїнському конкурсі технічної творчості, керівником гуртка був А. Ф. Дербеньов. Роботи гуртка «Комп'ютер» багаторазово відзначалися призами обласних конкурсів. Гурток пожежно-прикладного мистецтва є єдиним на Сумщині. Відділ художньої творчості і прикладного мистецтва відвідувало близько 1500 дітей. Діяли гуртки з народного і класичного мистецтва, хоровий колектив, оркестр духовних інструментів, ансамблі сучасного бального танцю «Веселка». Ансамбль «Радість» був постійним учасником міських, обласних всеукраїнських свят і конкурсів. Художніми керівниками були Ірина Тригуб та Станіслав Тригуб. За їх роботу було присвоєно звання «Заслужений працівник освіти». У центрі туризму і краєзнавства навчалося близько 300 учнів. При центрі діяли клуби «Альпік» — для найменших туристів, клуб туристів-альпіністів імені Є. Абалакова — для старших школярів. Члени клубу створили музей, центральний відділ якого знаходиться у палаці, а два філіали в Памірі та Ельбрусі. При організаційно-методичному відділі працювала «Школа майбутнього педагога» за авторською програмою. Робота відділу була спрямована на коригування та прогнозування впливу всіх виховних інститутів. Організаційно-масовий відділ вивчав ефективні форми нетрадиційних способів і методів масової роботи. Була організована «Школа допитливих» для школярів. Діти школи були учасниками свят «Козацькі ігри та забави», конкурсів на краще виконання віршів Т. Г. Шевченка.
У 1995 році був започаткований театр «Шпаківня» Олександрою Сокол, керівником була Загоняйко Світлана. 1996 року заклад офіційно почав існувати як освітній заклад. 1999 року ансамбль народного танцю «Радість» отримав звання «Народний». Почав діяти театр танцю «Пігмаліон» під керівництвом Вікторії Атрюх.
У 2001 році у палаці займалося близько 4000 дітей. Функціонували підрозділи: відділ науково-технічної творчості, центр «Дозвілля», відділ художнього виховання, відділ декоративно-ужиткового мистецтва (керівник  Валентина Миколаївна Коздровська ), клуб альпіністів ім. Є. Абалакова, школа-студія ранньої творчої орієнтації «Малюк», інформаційно-методичний центр, наукове товариство учнів. Працювало 85 педагогів. Обладнані 30 кабінетів, два комп'ютерних класи, бібліотека, екскурсійний центр. 
До 2012 року керівником Палацу була Завальна Світлана. З 2012 року директором став Маковецький Сергій Володимирович — відмінник освіти України. Станом на 2015 рік в закладі працювало 89 педагогів, діяло 180 гуртків та 9 клубів. У 2017 році дитячий музичний театр «Дзвіночок взяв участь у XV Міжнародному фестивалі-конкурсі дитячої та юнацької творчості «Барвиста осінь», зайняли перше місце та здобули кубок.
У 2019 році в Палаці працювало близько 200 гуртків, займалося 4500 дітей та молоді.

## Відділи
При Палаці діє Психологічна та Методична служби, методична бібліотека та 6 відділів: 
Школа ранньої творчої орієнтації «Малюк», завідувач Одержеховська В.І.
Відділ інформаційно-методичного супроводу, завідувач Лодатко О.К. 
- Центр інформаційних технологій: IT START, Майстерня «Bobrobot», Майстерня аудіовізуального мистецтва «Дві черешні»,  Junior  IT.
- Центр розвитку особистості: Студія інтелектуального розвитку «Intel-Land», English club, Profi з української, Простір психології.

Відділ художньо-естетичного виховання, завідувач Загоняйко С.О.
- Народний художній колектив Хореографічний ансамбль «Радість».
- Народний художній колектив Ансамбль сучасного бального танцю «Веселка».
- Народний художній колектив Театр танцю «Пігмаліон».
- Народний художній колектив Вокальний ансамбль «Труля-ля-та».
- Народний художній колектив Театр юних «Шпаківня».
- Народний художній колектив Вокально-хоровий колектив «Мозаїка».

Відділ декоративно-прикладної творчості, завідувач Федорова А.П.  
- Народний художній колектив Студія образотворчого мистецтва «Країна мистецтва».
- Народний художній колектив Майстерня художньої вишивки та бісероплетіння.
- Зразковий художній колектив Майстерня художньої кераміки.
- Зразковий художній колектив Майстерня художнього ткацтва.
- Гурток «Декоративний розпис».

Відділ туризму, спорту та фізичного розвитку, завідувач Паненко В.А.
- Дитячий клуб туристів-альпіністів імені Євгена Абалакова.
- Шаховий гурток.
- Гурток «Східні єдиноборства».
- Гурток «Козацький двобій».

Організаційно-масовий відділ, завідувач Тоскуєва Л.М. 
- Центр дозвілля.
- Центр ігрової підтримки «Ладушки».
- Зразковий дитячий музичний театр Дзвіночок.

## Цікаві факти
В 1990 році було почато будівництво нового приміщення для Палацу, над парком Казка по вулиці Новомістенська. Автор проекту Юрій Кобиляков. Піонери створили капсулу з побажаннями для майбутніх вихованців та заклали на місці майбутньої побудови. Проект не був реалізований через фінансування. В 2014 році капсула була знайдена під час спорудження нового будинку.